# 异哉所谓国体问题者
《异哉所谓国体问题者》是梁启超于1915年8月20日在中國上海《大中华》月刊发表的长篇文章，批驳筹安会勸進袁世凯称帝之意圖。当时袁世凯一方加紧控制言论，支持共和的报纸纷纷遭到镇压。此文一出即引起全国各界强烈反响，《申报》、《时报》等迅速转载，全国反袁运动达到一个高潮。
据报导，筹安会发起人曾致电在天津的梁启超，勸止发表此文，杨度更亲见梁游说，但失敗而回。。